# Thomas Larsen (Politiker)
Hans Frederik Thomas Rasmus Larsen (* 23. Oktober 1885 in Kitsissuarsuit; † unbekannt) war ein grönländischer Katechet und Landesrat.

## Leben
Thomas Larsen war der Sohn des Jägers Johannes Kristian Paul Larsen (1852–1912) und seiner Frau Karen Maren Hedvig Reimer (1852–1935). Er studierte am Seminarium in Ilulissat. Später diente er als Katechet. Während seiner Zeit als Katechet in Qeqertat, einem heute verlassenen Wohnplatz bei Ukkusissat, war er Mitglied des nordgrönländischen Landesrats in der Legislaturperiode von 1927 bis 1932, aber er nahm nur an der ersten Sitzung teil und wurde danach von Samuel Møller vertreten.